# شپشی‌مگس‌واران
شپشی‌مگس‌واران (نام علمی: Hippoboscoidea) نام یک بالاخانواده از راسته مگس است.